# Citeras (Malangbong)
Citeras is een bestuurslaag in het regentschap Garut van de provincie West-Java, Indonesië. Citeras telt 4341 inwoners (volkstelling 2010).